# IC 4174
IC 4174 је појединачна звијезда у сазвјежђу Ловачки пси која се налази на листи објеката дубоког неба у Индекс каталогу.
Деклинација објекта је + 36° 23' 56" а ректасцензија 13h 5m 28,7s.